# František Opletal
František Opletal (3. května 1930 Podomí – 15. prosince 2021 Nové Hvězdlice) byl římskokatolický kněz, který v letech 1975 až 1982 působil jako spirituál kněžského semináře v Litoměřicích a v letech 1990 až 2010 byl arciděkanem v Liberci.

## Život
Má tři sourozence, z toho dvě sestry a jednoho bratra. Pokřtěn byl 11. května 1930 v kostele sv. Vavřince v Krásensku. Když mu byly dva roky, přestěhovala se rodina do sousedního Ruprechtova, kde pak jeho otec provozoval vyhlášené řeznictví. Po skončení obecné školy v roce 1941 chtěl studovat na salesiánském gymnáziu ve Fryštáku, ale kvůli jeho uzavření pokračoval na měšťanské škole v Drnovicích. Následně vystudoval učitelský ústav v Kroměříži, po jehož dokončení se chtěl věnovat studiu přírodních věd; tento záměr mu však ředitel rozmluvil vzhledem k tehdejšímu nedostatku učitelů.
Začal tedy vyučovat přírodovědu, fyziku, chemii, ruštinu a tělesnou výchovu v Melči. Na jaře 1953 onemocněl tuberkulózou a po rok trvajícím zápase musel s učitelstvím skončit. Během léčení se pod vlivem kněze P. Stanislava Gottwalda, pocházejícího z Ruprechtova, rozhodl pro kněžství. V roce 1957 se neúspěšně pokusil o vstup do kněžského semináře, přijat byl teprve v roce 1958 pod podmínkou, že bude studovat za litoměřickou diecézi.
Na kněze byl vysvěcen 23. června 1963 v Litoměřicích. Nejprve působil jako farní vikář v Liberci (od 1. srpna 1963), kde pořádal pro mládež pravidelné výlety do přírody s katechezemi, a v litoměřické farnosti u kostela Všech svatých (od 1. září 1974). V letech 1975–1982 byl spirituálem litoměřického kněžského semináře; kvůli jeho údajnému protikomunistickému zaměření při výkonu této funkce se o něj v roce 1980 začala zajímat Státní bezpečnost, ta však na něj kromě toho, že si obstarává náboženskou literaturu z Říma, nezjistila nic závadného, naopak pozitivně hodnotila skutečnost, že v roce 1982 jednomu bohoslovci rozmluvil jeho úmysl nezúčastnit se voleb. Posléze působil od roku 1982 jako duchovní správce v Dolní Poustevně.
Když mu biskup Koukl v roce 1990 nabídl úřad okrskového vikáře v Děčíně nebo Liberci, rozhodl se Opletal pro Liberec, ale funkci okrskového vikáře odmítl. Od 1. srpna 1990 se tedy stal libereckým arciděkanem; byl také ustanoven administrátorem excurrendo ve farnostech Kryštofovo Údolí (od 1. srpna 1990) a Stráž nad Nisou (od 1. srpna 1992) a administrátorem excurrendo in spiritualibus ve farnosti Křižany (od 1. dubna 2003).
V Liberci se musel ve značné míře věnovat opravám kostelů (například kostela svatého Kryštofa v Kryštofově Údolí, kostela svaté Kateřiny Alexandrijské ve Stráži nad Nisou, kostela Nalezení svatého Kříže v Liberci a kostela Panny Marie U Obrázku v Liberci-Ruprechticích), jakož i interiéru budovy arciděkanství, a započal rovněž generální opravu libereckého arciděkanského kostela. Byl také jmenován schleinitziánským kanovníkem a penitenciářem litoměřické kapituly (od 4. března 2010 je kanovníkem emeritním). Jako arciděkan působil do 30. června 2010, kdy byl nakonec emeritován, a následně se vrátil na rodnou Moravu. K 31. říjnu 2011 byl na vlastní žádost exkardinován z litoměřické diecéze a následně inkardinován do olomoucké arcidiecéze. Zde vypomáhal v rodné farnosti v duchovní správě. Poslední léta prožíval u svého bratra v Ruprechtově a poslední tři měsíce v Domově důchodců v Nových Hvězdlicích. Tam také 15. prosince 2021 zemřel.

## Dílo
- Věřím v Boha – díl 1, Matice cyrilometodějská, Olomouc 1994
- Věřím v Boha – díl 2, Matice cyrilometodějská, Olomouc 1994
- Rozjímání nad žalmy, Matice cyrilometodějská, Olomouc 2002